# Observatoire de Sierra Nevada
L'observatoire de Sierra Nevada (Observatorio de Sierra Nevada, OSN) est un observatoire astronomique situé sur la Loma de Dilar, à 2 896 m d'altitude dans les montagnes Sierra Nevada de la province de Grenade . Fondé en 1981, il est opéré et entretenu par l'Institut d'astrophysique d'Andalousie. Il possède deux télescopes Ritchey-Chrétien à foyer Nasmyth ayant des miroirs primaires de 1,5 et 0,9 mètre.

## Galerie

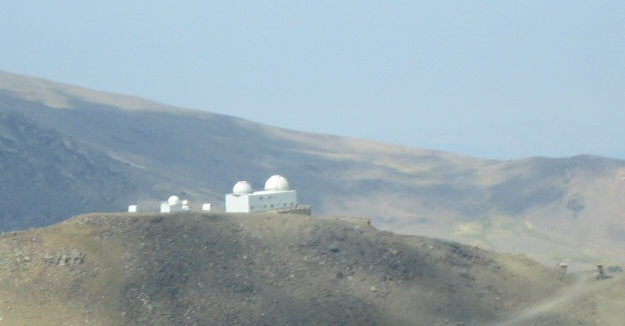
Télescopes optiques de l'IAA.
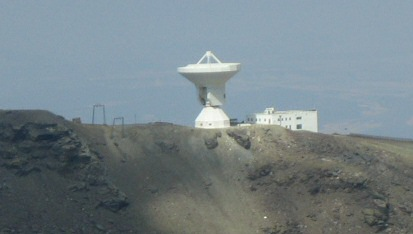
Radiotélescope géré par l'IRAM.
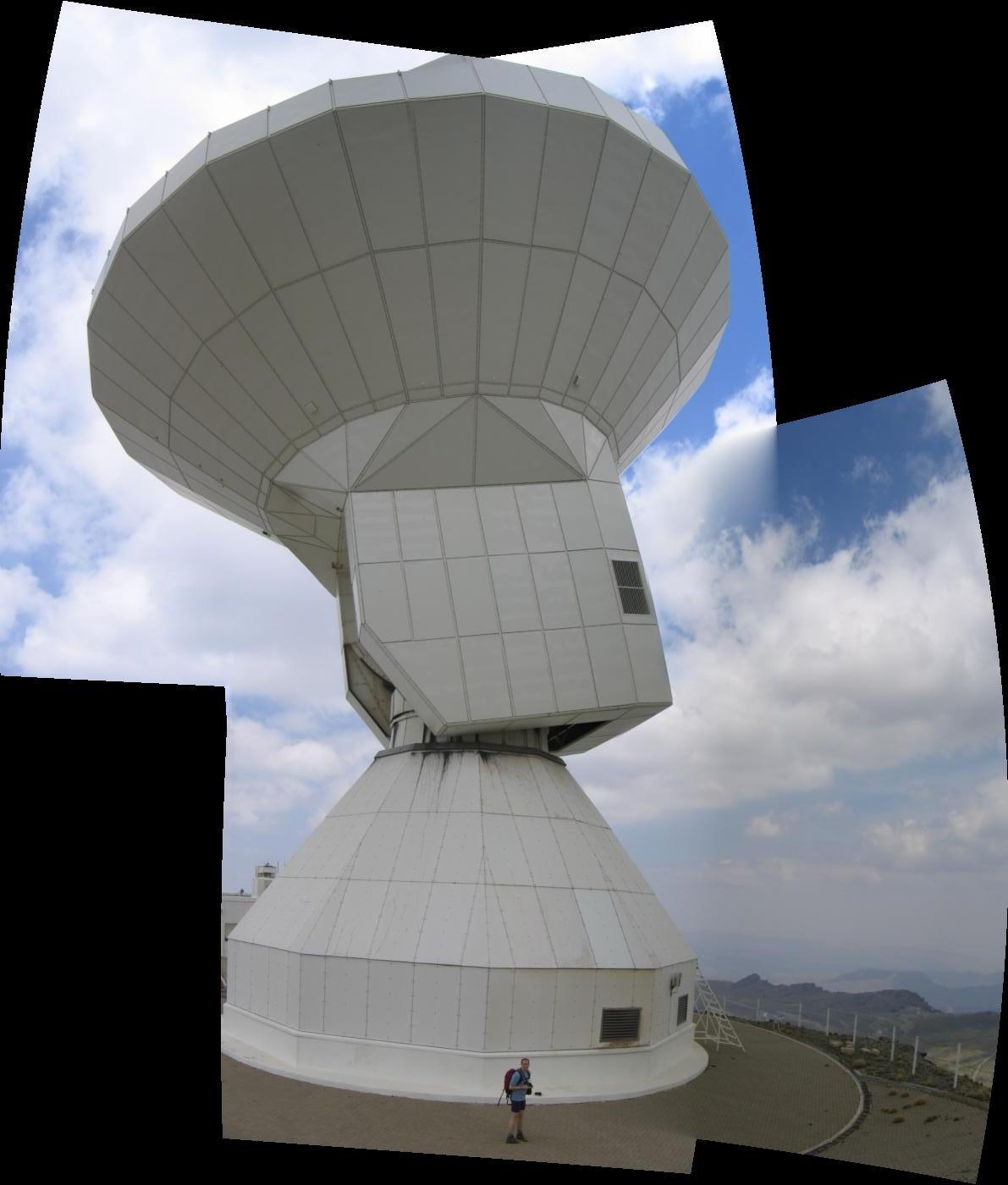
Autre image du radiotélescope de l'IRAM.
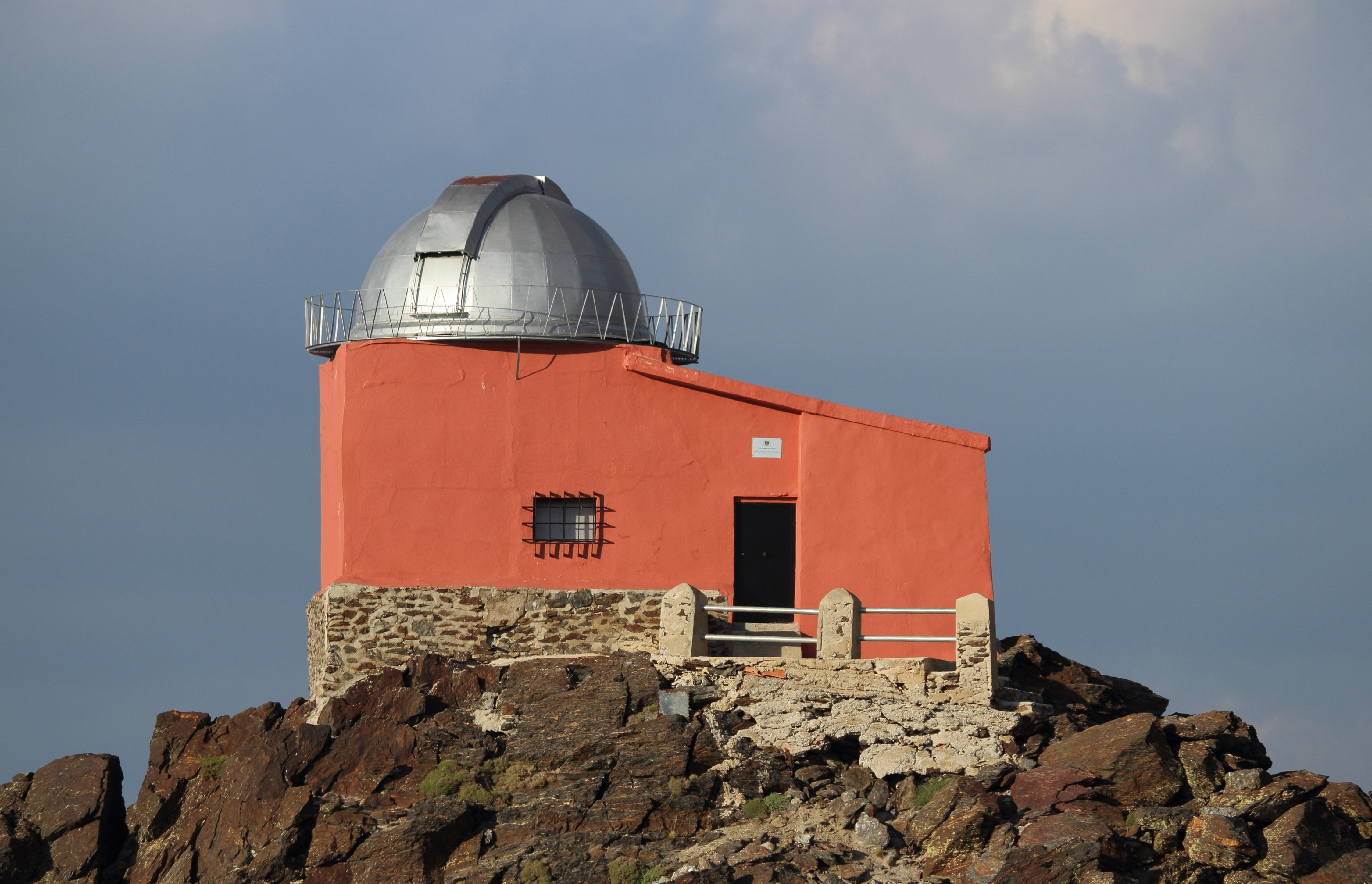
Le vieil observatoire de Mojón del Trigo.
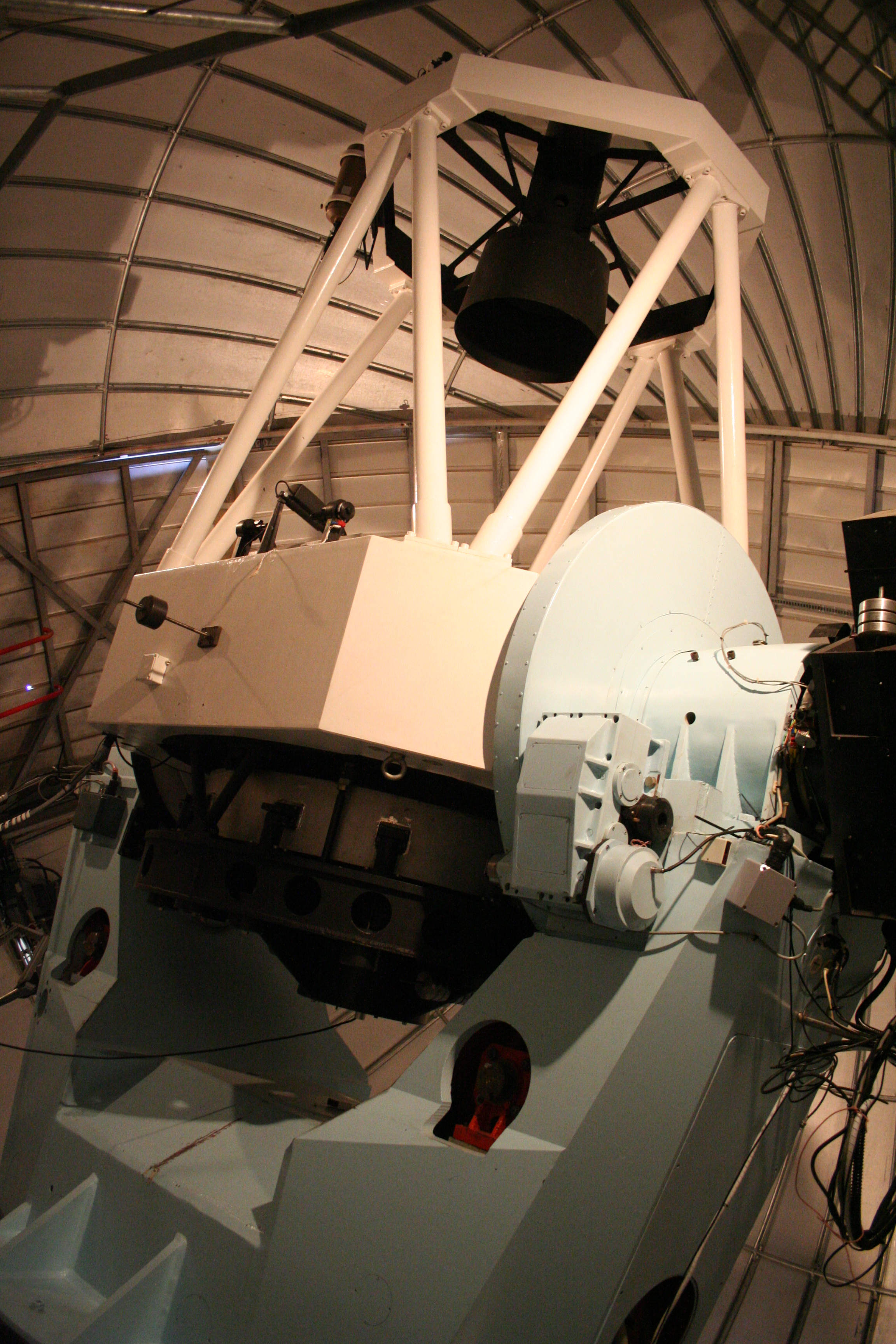
Télescope de 1,5 m de l'OSN.